# San Sebastián Abasolo
San Sebastián Abasolo là một đô thị thuộc bang Oaxaca, México. Năm 2005, dân số của đô thị này là 1514 người.